# Chitō-ryū
Chitō-ryū (千唐流?) è uno stile di karate fondato da Tsuyoshi Chitose (千歳 剛直?). Il nome dello stile si traduce come: chi (千) - mille; tō (唐)- Cina; ryū (流) - stile, cioè "stile cinese vecchio mille anni". Thus meaning "1,000 year old Chinese style." La parola tō (唐) si riferisce alla Dinastia cinese Tang. Lo stile fu ufficialmente fondato nel 1946.

## Insegnanti
- Arakaki Seishō (新垣 世璋)

Chitose iniziò il suo addestramento in Tote sotto Aragaki Seishō nel 1905, all'età di sette anni, continuando ad allenarsi con lui fino al 1913/1914. Mentre ci fu qualche discrepanza su quale fosse il primo kata di Chitose, se il Sanchin o il Seisan, nel suo libro: "Kempō Karate-dō" states that he learned Sanchin from Aragaki per sette anni prima di insegnare agli altri. Inoltre attribuì al suo addestramento con Aragaki Seishō i kata: Unshu, Seisan, Niseishi, e possibilmente lo Shihōhai. Aragaki era anche un famoso maestro d'arma, usando molti bo e sai kata inclusi Aragaki-no-kun, Aragaki-no-sai e Sesoku-no-kun. Uno degli studenti più famosi di Aragaki fu Higaonna Kanryō, il quale ebbe un'influenza notevole sullo stile Gōju-ryū e fu uno dei primi insegnanti di Chitose.
- Higaonna Kanryō (東恩納 寛量)
- Chōtoku Kyan (喜屋武 朝徳)
- Hanashiro Chōmo (花城長茂)
- Chōyu Motobu
- Chinen Sanda

### Organizzazioni Chitō-ryū
- International Chito Ryu Karate-do Association, su chitoryu.co.jp. URL consultato l'8 febbraio 2007 (archiviato dall'url originale il 29 gennaio 2007).
- ICKF Canada, su ryusan.com. URL consultato il 25 dicembre 2008 (archiviato dall'url originale il 25 dicembre 2008).
- Chito Ryu Norway (in Norwegian), su kampkunster.no. URL consultato il 23 agosto 2009 (archiviato dall'url originale il 25 giugno 2008).
- International Chito-Ryu Karate-do Federation of Australia, su chitoryu.com.au.
- Hong Kong Chito Ryu Association, su chitoryu.hk. URL consultato il 23 agosto 2009 (archiviato dall'url originale il 3 febbraio 2007).
- Nova Scotia Chito Ryu Association, su nscra.ca. URL consultato il 23 agosto 2009 (archiviato dall'url originale l'8 febbraio 2007).

### Organizzazioni indipendenti Chitō-ryū
- The Koshin-ha Chito-Ryu Association, su koshinhachitoryu.org. URL consultato il 24 aprile 2006 (archiviato dall'url originale il 24 aprile 2006).
- United States Chito-ryu Federation, su chito-ryu.com.
- Canadian Chito Ryu Karate Do Association, su chitoryu.ca. URL consultato il 23 agosto 2009 (archiviato dall'url originale il 4 febbraio 2009).

### Altri articoli
- About the AJKF Emblem, su wkf.org. URL consultato il 23 agosto 2009 (archiviato dall'url originale l'8 novembre 2005).
- Interview with William Dometrich, 9th Dan Chito Ryu / Founder of United States Chito Ryu Federation, su ikigaiway.com.